# Anonconotus italoaustriacus
Anonconotus italoaustriacus är en insektsart som beskrevs av Nadig 1987. Anonconotus italoaustriacus ingår i släktet Anonconotus och familjen vårtbitare. Inga underarter finns listade i Catalogue of Life.